# Public Enemies (film, 2009)
Pour les articles homonymes, voir Public Enemy (homonymie).
Pour plus de détails, voir Fiche technique et Distribution.
Public Enemies ou Ennemis publics au Québec est un film américain réalisé par Michael Mann et sorti en 2009.
Il s'agit de l'adaptation cinématographique du livre de Bryan Burrough (en), Public Enemies: America's Greatest Crime Wave and the Birth of the FBI, inspiré de l'histoire de John Dillinger. Johnny Depp y incarne John Dillinger, poursuivi par un agent du FBI, Melvin Purvis, incarné par Christian Bale. Marion Cotillard est quant à elle Billie « Blackbird » Frechette (en), la compagne de Dillinger.
Le film reçoit des critiques généralement positives et rapporte 214 millions de dollars au box-office mondial.

## Synopsis
1933, l'Amérique est encore en plein dans la Grande Dépression. John Dillinger (Johnny Depp) a trouvé sa vocation dans le braquage des banques. Le FBI, dirigé par J. Edgar Hoover, fait de lui l'ennemi public numéro 1 et demande à Melvin Purvis (Christian Bale) de le traquer.
Après avoir fait évader ses complices du pénitencier fédéral de l'Indiana, John Dillinger va se réfugier dans une petite ferme où il sera en sécurité. Un soir, en sortant avec toute sa bande, il rencontre Billie « Blackbird » Frechette (en) (Marion Cotillard), d'origine française et indienne. Il l'invite à le suivre à travers l'Amérique. Elle finit par accepter, mais il se fait arrêter par la police locale avant leur départ. Une fois incarcéré dans une prison dans l'Indiana, il arrive une fois de plus à s'évader grâce à un faux revolver. Il ne retourne pas la voir tout de suite. Il braque une banque où, en sortant, il se fait tirer dans le bras. 
Blessé, il trouve refuge au milieu d'une forêt avec ses compagnons. Mais un membre de la bande a été touché lors du braquage puis arrêté. Sous la torture, il explique à la police les projets de Dillinger. Cela permet au FBI de le retrouver et une grosse fusillade éclate au Little Bohemia Lodge. Dillinger arrive à s'enfuir avec un de ses compagnons.
Revenu à Chicago, il récupère Billie mais celle-ci se fait arrêter dans un lieu surveillé par le FBI alors que Dillinger était resté dans sa voiture. Le FBI la torture aussi mais elle se tait suffisamment longtemps pour lui permettre de trouver une nouvelle planque.
Pour arrêter l'ennemi public numéro 1, Purvis fait alors chanter une vieille amie du bandit en la menaçant d'expulsion hors des États-Unis. Elle profite d'une invitation de John au cinéma pour le dénoncer. John Dillinger se fait tuer devant le Biograph Theater le 22 juillet 1934 par un adjoint de Melvin Purvis, après avoir vu le film L'Ennemi public no 1 avec Clark Gable qui joue son rôle. L'adjoint qui a tué John Dillinger revient voir Billie dans sa cellule pour lui donner un message de John Dillinger qui lui a dit à l'oreille avant de mourir « Bye-bye Blackbird » (« Bye-bye Oiseau noir »). En sous-titre à la fin du film il est dit que Melvin Purvis quittera le FBI un an plus tard et mourra « de sa propre main » en 1960.

## Fiche technique
- Titre original et français : Public Enemies
- Titre québécois : Ennemis publics
- Réalisation : Michael Mann
- Scénario : Ronan Bennett, Michael Mann et Ann Biderman, d'après Public Enemies: America's Greatest Crime Wave and the Birth of the FBI, 1933-34 de Bryan Burrough
- Musique : Elliot Goldenthal
- Photographie : Dante Spinotti
- Montage : Jeffrey Ford et Paul Rubell
- Décors : Nathan Crowley
- Costumes : Colleen Atwood
- Production : G. Mac Brown, Bryan H. Carroll, Gusmano Cesaretti, Kevin De La Noy, Robert De Niro, Michael Mann, Kevin Misher, Jane Rosenthal
- Sociétés de production : Universal Pictures, Relativity Media, Forward Pass, Misher Films, Tribeca Productions, Appian Way et Dentsu[1]
- Société de distribution : Universal Pictures
- Budget : 100 000 000 $[2].
- Pays de production :  États-Unis
- Langue originale : anglais
- Format : couleurs - 2,35:1 - SDDS - 35 mm - HDTV
- Genre : film de gangsters, drame biographique, policier, néo-noir[3].
- Durée : 134 minutes
- Dates de sortie[4] :
  - États-Unis : 18 juin 2009 (avant-première à Chicago)
  - États-Unis : 1er juillet 2009
  - France : 8 juillet 2009
  - Belgique : 22 juillet 2009

## Distribution
| |  |  |
| Les acteurs principaux Johnny Depp et Marion Cotillard, à l'avant-première parisienne du film en en 2009. |  |  |

- Johnny Depp (VF : Bruno Choël et VQ : Gilbert Lachance) : John Dillinger
- Christian Bale (VF : Alexis Victor et VQ : Antoine Durand) : Melvin Purvis
- Marion Cotillard (VF et VQ : elle-même) : Billie « Blackbird » Frechette (en)
- Giovanni Ribisi (VF : Boris Rehlinger et VQ : Hugolin Chevrette-Landesque)  : Alvin Karpis
- Stephen Lang (VF : Jean-Bernard Guillard et VQ : Hubert Gagnon) : l'agent Charles B. Winstead (en)
- David Wenham (VF : Jérôme Pauwels et VQ : Sébastien Dhavernas) : Pete Pierpont
- Billy Crudup (VF : Thibault de Montalembert et VQ : Daniel Picard) : J. Edgar Hoover
- Stephen Dorff (VF : Gilles Morvan et VQ : Patrice Dubois) : Homer Van Meter
- Jason Clarke (VF : Patrice Baudrier et VQ : François Trudel) : John « Red » Hamilton
- John Ortiz (VF : Jérôme Rebbot) : Phil D'Andrea
- Stephen Graham (VF : Yann Le Madic et VQ : Tristan Harvey) : Baby Face Nelson
- Emilie de Ravin (VF : Karine Foviau) : Anna Patzke
- Channing Tatum (VF : Donald Reignoux et VQ : Frédérik Zacharek) : Pretty Boy Floyd, victime de Purvis dans le verger
- Rory Cochrane (VF : Hervé Furic) : Policier participant à l'arrestation et mort de Pretty Boy Floyd avec Purvis dans le verger
- Leelee Sobieski (VF : Cécile d'Orlando) : Polly Hamilton
- Carey Mulligan (VF : Barbara Kelsch) : Carol Slayman
- Domenick Lombardozzi (VQ : Claude Gagnon) : Gilbert Catena
- Bill Camp (VQ : Yves Corbeil) : Frank Nitti
- Lili Taylor (VF : Zaïra Benbadis et VQ : Valérie Gagné) : le shérif Lillian Holley
- Matt Craven : Gerry Campbell
- James Russo (VQ : Paul Sarrasin) : Walter Dietrich
- Michael Vieau (VF : Sam Salhi) : Ed Shouse
- Shanyn Belle Leigh : Helen Gillis
- Christian Stolte (VF : Luc Florian et VQ : François Godin) : Charles Makley
- Branka Katic (VF : Liana Fulga et VQ : Hélène Mondoux) : Anna Sage, la roumaine qui dénonce Dillinger
- Peter Gerety (VF : Richard Leblond et VQ : Jean-Marie Moncelet) : Louis Piquett, l'avocat de Dillinger

Sources et légendes: Version française (VF) : Voxofilm et Version québécoise (VQ) : Doublage Québec

## Production

### Genèse et développement
Le livre de Bryan Burrough (en) sur John Dillinger, Public Enemies: America's Greatest Crime Wave and the Birth of the FBI, est publié en 2004. L'idée était initialement de l'adapter en mini-série télévisée produite par HBO et Tribeca Productions, la société de Robert De Niro. Bryan Burrough est également producteur et est chargé d'écrire lui-même le scénario. Mais de son propre aveu, il manque d'expérience et son travail est mauvais. Le projet est ensuite relancé sous la forme d'un long métrage de cinéma. Michael Mann est intéressé par la réalisation alors que Leonardo DiCaprio souhaite incarner Dillinger.
Dans les années 1970, Michael Mann avait écrit un scénario assez proche sur le gangster Alvin Karpis, pour un projet pour le producteur Harold Hecht, qui ne s'est jamais concrétisé. Après avoir lu un extrait de l'ouvrage de Bryan Burrough dans Vanity Fair, il a finalement travaillé au développement d'un film basé sur le livre avec le producteur Kevin Misher. Alors que le scénariste Ronan Bennett avait écrit un scénario sur Che Guevara que Michael Mann avait l'intention de développer, le projet est abandonné quand Steven Soderbergh lance son diptyque Che (qui sortira en 2008). À partir de 2006, Ronan Bennett travaille donc pendant plus de 18 mois à adaptater le livre. Il écrit sept versions.
Après cela, Ann Biderman réécrit le script avec le réalisateur,, qui le retravaillera ensuite jusqu'au début du tournage ,. Bryan Burrough déclare à propos du scénario : « Il n'est pas historiquement exact à 100 %. Mais c'est de loin ce qui se rapproche le plus de la réalité que Hollywood ait tenté de reproduire, et je suis à la fois enthousiaste et discrètement soulagé. »

### Attribution des rôles
Leonardo DiCaprio était initialement intéressé de jouer John Dillinger. L'auteur du livre Bryan Burrough a même rencontré un représentant de l'acteur, mais n'a plus eu de nouvelles pendant trois ans. Leonardo DiCaprio a finalement préféré tourner Shutter Island de Martin Scorsese.
La grève des scénaristes a permis à Michael Mann de rencontrer Johnny Depp et Marion Cotillard car leurs projets avaient été repoussés, comme pour Shantaram, le film que Johnny Depp devait tourner en 2008.

### Tournage

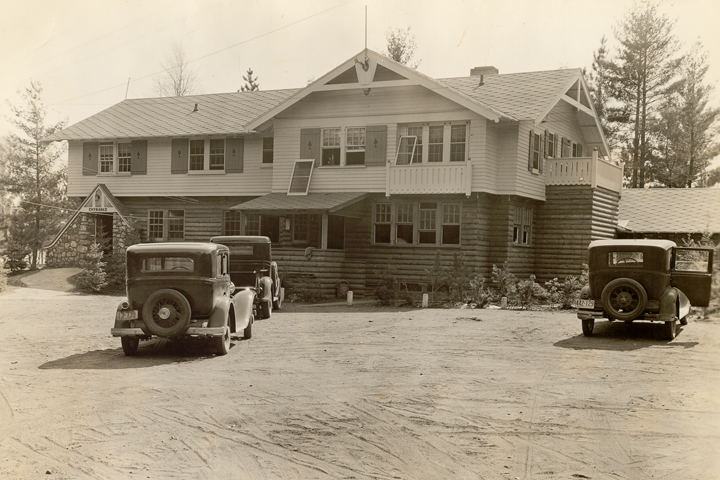
Little Bohemia Lodge, ici en 1934, a servi de décor au film

Le tournage débute le 17 mars 2008. Il a eu lieu dans le Wisconsin (Oshkosh, Manitowish Waters, Beaver Dam, Madison, Milwaukee, Columbus, Darlington), dans l'Indiana (Crown Point, Chesterton), dans l'Illinois (Chicago, Libertyville, Lockport, Aurora, Joliet), à Miami et à Tucson. L'équipe réinvestit notamment la Little Bohemia Lodge (en) dans le comté de Vilas dans le Wisconsin, qui a été le véritable lieu d'une terrible fusillade en 1934 entre Dillinger et les fédéraux.
Michael Mann décide de tourner son film en numérique HD, au lieu de la pellicule traditionnelle 35 mm. Avec son directeur de la photographique Dante Spinotti, il utilise des caméras numériques Sony F23. Public Enemies est le premier film du cinéaste entrièrement tourné en numérique,. Michael Mann justifie ce choix : « Cela nous a permis d'être très proches des visages des acteurs tout en travaillant avec des longues focales. Le spectateur a le sentiment d'assister en direct à la scène, éclairée de façon réaliste et généralement filmée sous deux axes opposés pour capter simultanément en gros plan le protagoniste et ses comparses. »
L'État du Wisconsin affirme avoir accordé un crédit de 4,6 millions de dollars à la NBC Universal alors que la production a dépensé 5 millions durant le tournage de certaines scènes dans cet État.

### Musique
La musique du film est composée par Elliot Goldenthal, qui avait déjà travaillé avec Michael Mann pour la bande originale de son film Heat en 1995. Avant d'écrire la musique, le compositeur et le réalisateur ont énormément écouté de blues. Elliot Goldenthal explique : « Mon travail consistait principalement à composer une musique dramatique qui ne devait pas nécessairement sonner comme si elle venait de 1931 ou 1933. Elle pouvait être intemporelle. » Il ajoute à propos de Michael Mann qu'il « n'aime pas trop les rebondissements dans la structure musicale. Il réagit vraiment aux choses qui évoluent très, très lentement. Il veut une musique que les images, les montages et les dialogues puissent surplomber sans trop de correspondance. ». La chanteuse Diana Krall interprète par ailleurs le titre Bye bye Blackbird.

## Accueil

### Critique
Sur le site d'agrégation de critiques Rotten Tomatoes, le film obtient 68% d'avis favorables, pour 279 critiques et une note moyenne de 6,4⁄10. Le consensus suivant résumé les avis collectés : « Le dernier film de Michael Mann est un film de gangsters compétent et techniquement impressionnant avec des performances principales charismatiques, mais certains pourraient trouver que le film manque de drame vraiment convaincant. » Sur le site Metacritic, qui utilise une moyenne pondérée, le film obtient la note de 70⁄100 pour 35 critiques. L'accueil en France est aussi positif, puisque pour 26 critiques presse, le site Allociné lui attribue une moyenne de 3.8⁄5.
Le New York Times loue le travail de Michael Mann, insistant sur la qualité de la mise en scène et la réalisation méticuleuse du cinéaste. The Times parle du film comme un docudrame. Dans Le Monde, Jean-Luc Douin voit « un film brillant [...] fascinant spectacle, virtuose exercice de mise en scène bercé par la mélancolique chanson des chanteuses de blues. »
Dans le magazine Time Out New York, Keith Uhlich classe Public Enemies parmi les sept meilleurs films de l'année 2009.

### Box-office
Le film rencontre le succès en Amérique du nord où il récolte 97 104 620 dollars et dans le monde avec au total 214 104 620 dollars de recettes pour un budget de 100 000 000 dollars. En France, le film attire 1 537 488 entrées.
| Pays ou région    | Box-office        | Date d'arrêt du box-office | Nombre de semaines |
| ----------------- | ----------------- | -------------------------- | ------------------ |
| États-Unis Canada | 97 104 620 $      | 3 septembre 2009           | 9                  |
| France            | 1 537 488 entrées | 12 août 2009               | 6                  |
| Total mondial     | 214 104 620 $     | 21 novembre 2009           | 9                  |

## Distinctions
Sauf indication contraire, les informations mentionnées dans cette section peuvent être confirmées par la base de données cinématographiques IMDb,  présente dans la section « Liens externes ».

### Récompense
- ASCAP Film and Television Music Awards 2010 : prix Top Box Office Films pour Elliot Goldenthal

### Nominations
- Teen Choice Awards 1999 : meilleur acteur de l'été pour Johnny Depp et meilleur film dramatique de l'été
- Crime Thriller Awards 2009 : prix Dagger
- Camerimage 2009 : Grenouille d'or pour Dante Spinotti
- Golden Schmoes Awards 1999 : plus grosse déception de l'année
- Satellite Awards 2009 : eilleur acteur dans un film dramatique pour Johnny Depp, meilleurs décors, meilleure photographie et meilleure bande originale
- Village Voice Film Poll 2009 : meilleure actrice dans un second rôle - 10e place pour Marion Cotillard
- Screen Actors Guild Awards 2010 : meilleure équipe de cascadeurs
- Online Film and Television Association Awards 2010 : meilleure chansons/musique adaptée pour le titre Bye Bye Blackbird
- Empire Awards 2010 : meilleur thriller
- Art Directors Guild Awards 2010 : meilleurs décors d'un film d'époque

## Autour du film
- Contrairement au film, aucun des membres du gang ne fut fait prisonnier ou tué lors de la fusillade de Little Bohemia Lodge, ce qui amena l'opinion publique à demander la suspension de Melvin Purvis et la démission de J. Edgar Hoover. Homer Van Meter et Baby Face Nelson ne furent pas tués par Melvin Purvis au Little Bohemia Lodge. Baby Face Nelson fut abattu à Saint Paul (Indiana) par quatre policiers locaux, quatre mois après la mort de John Dillinger. il eut le temps de tuer deux autres agents qui venaient l'arrêter, et finit par mourir de ses blessures auprès de sa femme. John "Red" Hamilton fut blessé mortellement un jour après la fusillade du Little Bohemia Lodge, et non lors de celle-ci.
- Dans le DVD, Michael Mann dira de l'acteur Jason Clarke un des meilleurs acteurs qu'il ait jamais rencontrés[33].
- Le film mentionne l'admiration de John Dillinger pour Clark Gable mais pas son amour pour l'actrice Myrna Loy qu'il voulait rencontrer à tout prix et qui jouait dans L'Ennemi public nº 1[34],[35]. Malgré la présence massive des agents du FBI, Dillinger guettait un passage de Myrna Loy à Chicago afin de se rapprocher d'elle clandestinement. L'actrice, fascinée, était secrètement tentée de se laisser approcher par le gangster. Après avoir vu L'Ennemi public nº 1, Dillinger élaborait un plan pour coucher avec Myrna Loy dans une de ses cachettes secrètes dans les bas-fonds de Chicago[36],[37],[38],[39].
- La nuit de la mort de John Dillinger, un inconnu écrivit avec une craie sur la chaussée jouxtant le Biograph Theater, une épitaphe en forme de poème : « Étranger, arrête-toi et souhaite-moi le meilleur. Juste une prière pour mon âme en enfer. J'étais une bonne personne, beaucoup de personnes l'ont dit. Trahi par une femme toute vêtue de rouge[40]. »
- Pretty Boy Floyd a été tué exactement trois mois (le 22 octobre 1934) après John Dillinger. Or, dans le film, ce dernier dit, en présence de Melvin Purvis « Vous êtes l'homme qui a tué Pretty Boy Floyd ».
- Lorsque Johnny Depp pénètre dans le bureau de la division Dillinger, on peut apercevoir brièvement la photographie du vrai John Dillinger.